# Joseph Tirou

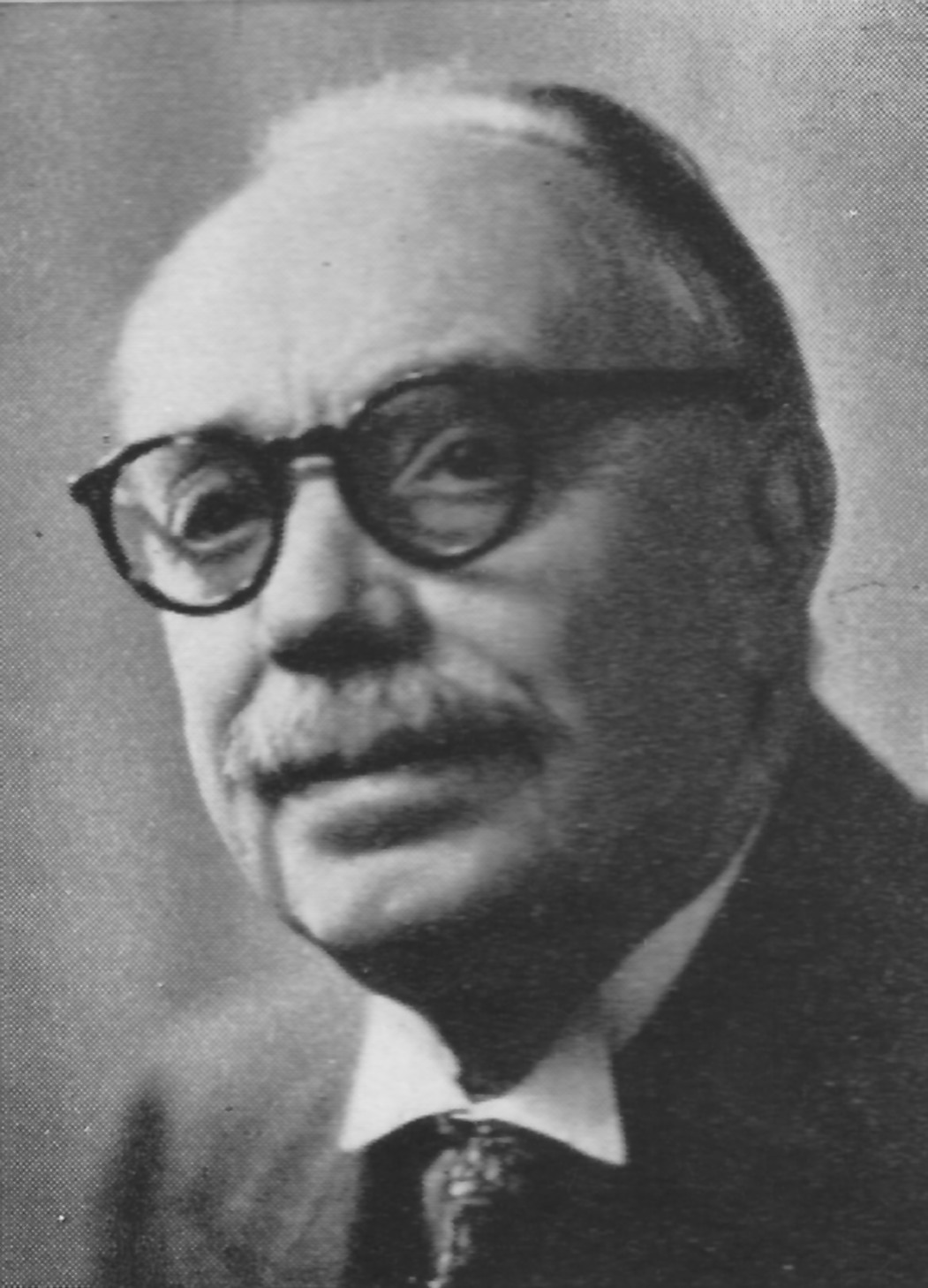
Joseph Tirou

Joseph Tirou (Jumet, 5 april 1876 - Charleroi, 17 juni 1952) was een Belgisch liberaal senator en burgemeester.

## Levensloop
Tirou was industrieel en werd gemeenteraadslid (1912-1952), schepen van financies (1921-1925) en burgemeester van Charleroi (van 1925 tot 1940 en van 1944 tot aan zijn dood).
Onder door hem besliste werken zijn te vermelden: het gemeentelijk zwembad, het muziekconservatorium, het stadhuis, het Palais des Expositions, het Palais des Beaux-Arts en de opvulling van de vroegere Samberbedding.
In 1939 werd hij verkozen tot provinciaal senator in de provincie Henegouwen en vervulde dit mandaat tot in 1946.
Charleroi heeft een Boulevard Joseph Tirou, naam die in 1948 werd gegeven, toen Tirou nog burgemeester was.